# 懷爾斯冰原島峰
67°13′S 49°43′E / 67.217°S 49.717°E
懷爾斯冰原島峰是南極洲的冰原島峰，位於恩德比地，根據澳大利亞探險隊的空中照片繪入地圖，以莫森站的冰川學家命名，現時由南極條約體系管理。